# Файн, Зорий Ефимович
Зо́рий Ефи́мович Файн (10 сентября 1972, Винница) — украинский фотохудожник, композитор, педагог, писатель-публицист. Заслуженный деятель искусств Украины (2009).

## Биография
Родился 10 сентября 1972 года в Виннице, в 1987—1990 учился в Винницком музыкальном училище им. Н. Леонтовича по классу фортепиано. В 1989 году начал педагогическую деятельность в Доме учителя. В 1990 году поступил, а в 1995 окончил Российскую академию музыки имени Гнесиных по специальности «композиция», класс профессора Чернова Г. В.. В 1995−2001 работал в Москве в различных издательствах. Как художник-оформитель участвовал в издании (опубликовал) более 70 полиграфических проектов. Преподавал в частных школах.
В 2002—2005 работал в Киеве личным фотографом Петра Порошенко, парламентским фоторепортером, освещая деятельность Верховной Рады Украины в СМИ г. Винницы. В 2005 основал фотостудию «Фото Файн». В 2009 Указом № 305 Президента Украины В. Ющенко от 12.05.09, как старшему научному сотруднику Винницкого художественного музея Файну было присвоено почетное звание «Заслуженный деятель искусств Украины».
В 2015-2017 преподавал на кафедре журналистики Винницкого государственного педагогического университета имени М. Коцюбинского (c 2017 в должности доцента кафедры журналистики, рекламы и связей с общественностью). Проводит тренинги по социальной фотожурналистике для студентов ВУЗов, принимал участие как тренер в проекте National Geographic Photo Camp Kharkiv 2015, в котором фотографы NatGeo учили 20 молодых переселенцев смотреть на мир через фотокамеру.

## Литературные произведения
- Файн З. Кофе-брейк с Его величеством. Размышления, эссе, заметки, письма. — Винница: Глобус-Пресс, 2015. — 464 с. ISBN 978-966-830-54-5

## Иллюстрации к книгам
- 2004 — «Обласні міста України. Львів.»[2].
- 2005 — «Обласні міста України. Вінниця.»[3].
- 2007 — «Мандри Україною. Золота Підкова Черкащини».[4].
- 2008 — «Вінницький обласний художній музей. Альбом.»[5].
- 2009 — «Водяники-650»[6].
- 2010 — «Античні та біблійні мотиви в творах графіки, скульптури, дек.-прик. мистецтва XVII—XIX століть.»[7].

## Награды и почётные звания
- Лауреат премии министерства культуры РФ (композиция (музыка), 1993 г.)[источник не указан 3114 дней]
- Лауреат республиканского фотоконкурса «Глаз-Медиа Украина» (2004 г.)[8].
- Дипломант международного фотоконкурса «Пресс Фото России» (2004 г.)[9].
- Дипломант общенационального фотоконкурса «Свадебный фотограф года 2010».[10].

## Участие в творческих союзах
- Член Международного союза славянских журналистов (с 1999 г.)
- Член Национальных союзов журналистов Украины (с 2002 г.) и России (с 2000 г.)
- Член Союза фотохудожников России (с 2000 г.)[11]

В 2002 году его имя было занесено в каталог Украинской академии геральдики «Кто есть кто на Винниччине. Выдающиеся земляки»..
Его работы печатаются на Украине и за рубежом, в том числе журнале «The Ukrainian», газетах «The Washington Post» и «The Ukrainian Weekly».
Организовал и провел более 60 персональных выставок в Киеве (в том числе: Верховная Рада Украины, 2002 г.; Британский совет, 2003 г.; Дом Кино, 2004 г.), в России (в Москве и С.-Петербурге) и других странах.